# Cseh udvari kancellária
A cseh udvari kancellária  vagy cseh királyi kancellária (latinul: Cancellaria Aulica Bohemica, németül: böhmische Hofkanzlei, csehül: Česká dvorská kancelář) a Habsburg Birodalom történelmi intézménye volt a 16–19. században. Az uralkodónak – mint Csehország királyának – hatáskörébe tartozó, a cseh-morva tartományokat érintő ügyek igazgatási és bírósági ügyeket intéző legfelsőbb hatóság volt. Alapításától, 1527-től Prágában működött, majd a cseh rendek 1620-as fehérhegyi veresége után Bécsbe költöztették. Történelme folyamán több alkalommal átmenetileg összevonták az ausztriai tartományok hasonló ügyeiben illetékes osztrák udvari kancelláriával, ezekben az periódusokban neve „cs.-kir. cseh–osztrák egyesített udvari kancellária” (k.k. böhmisch-österreichische Vereinigte Hofkanzlei) volt. Az 1848 utáni közigazgatási átalakításig állt fenn, funkcióit ekkor a császári-királyi Belügyminisztérium vette át.
A cseh udvari kancellária egykori palotája Bécs 1. kerületében található, 2012 óta az Osztrák Legfelső Közigazgatási Bíróság székháza.

## Az intézmény története

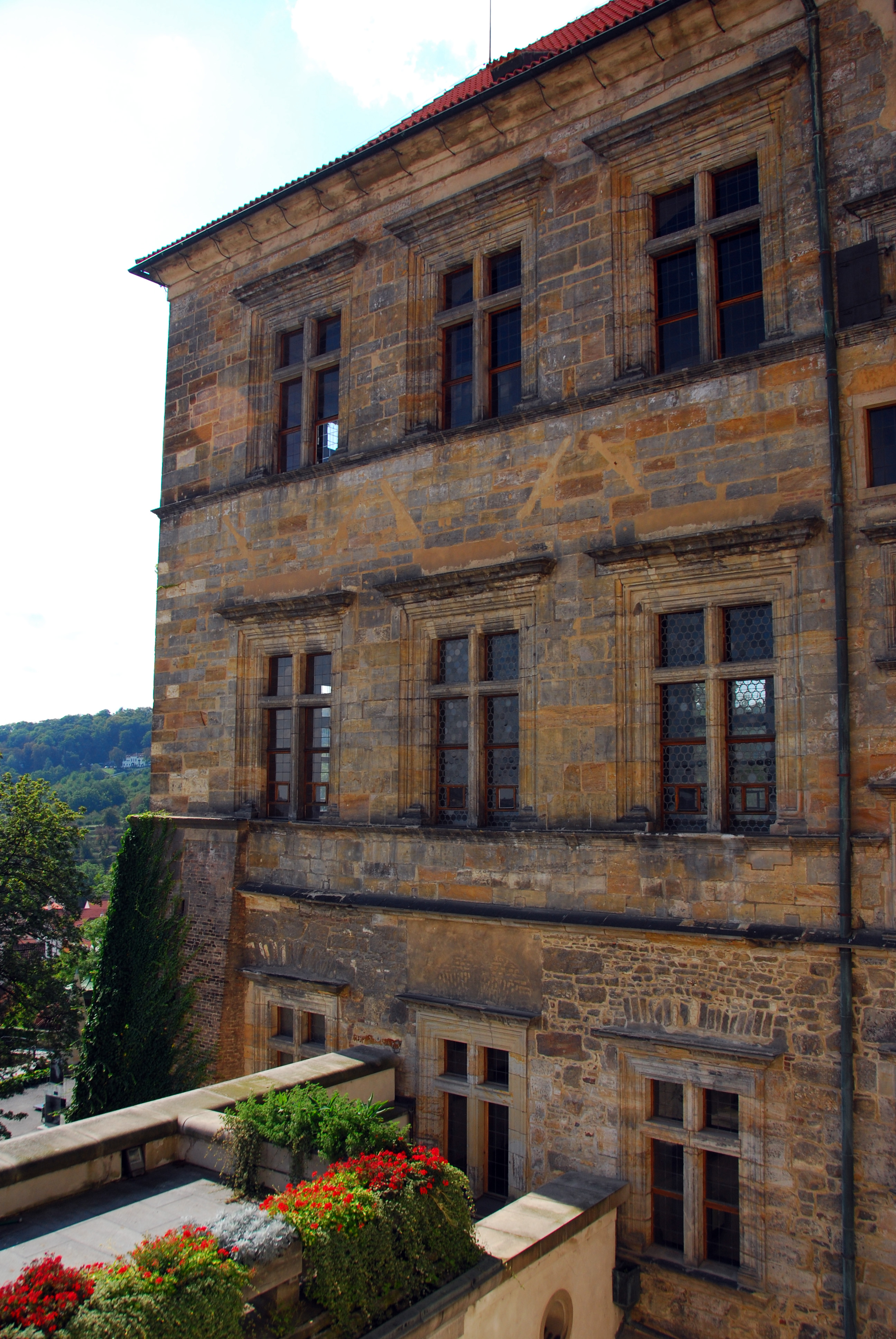
A prágai vár Lajos-szárnya, a cseh udvari kancellária eredeti székhelye

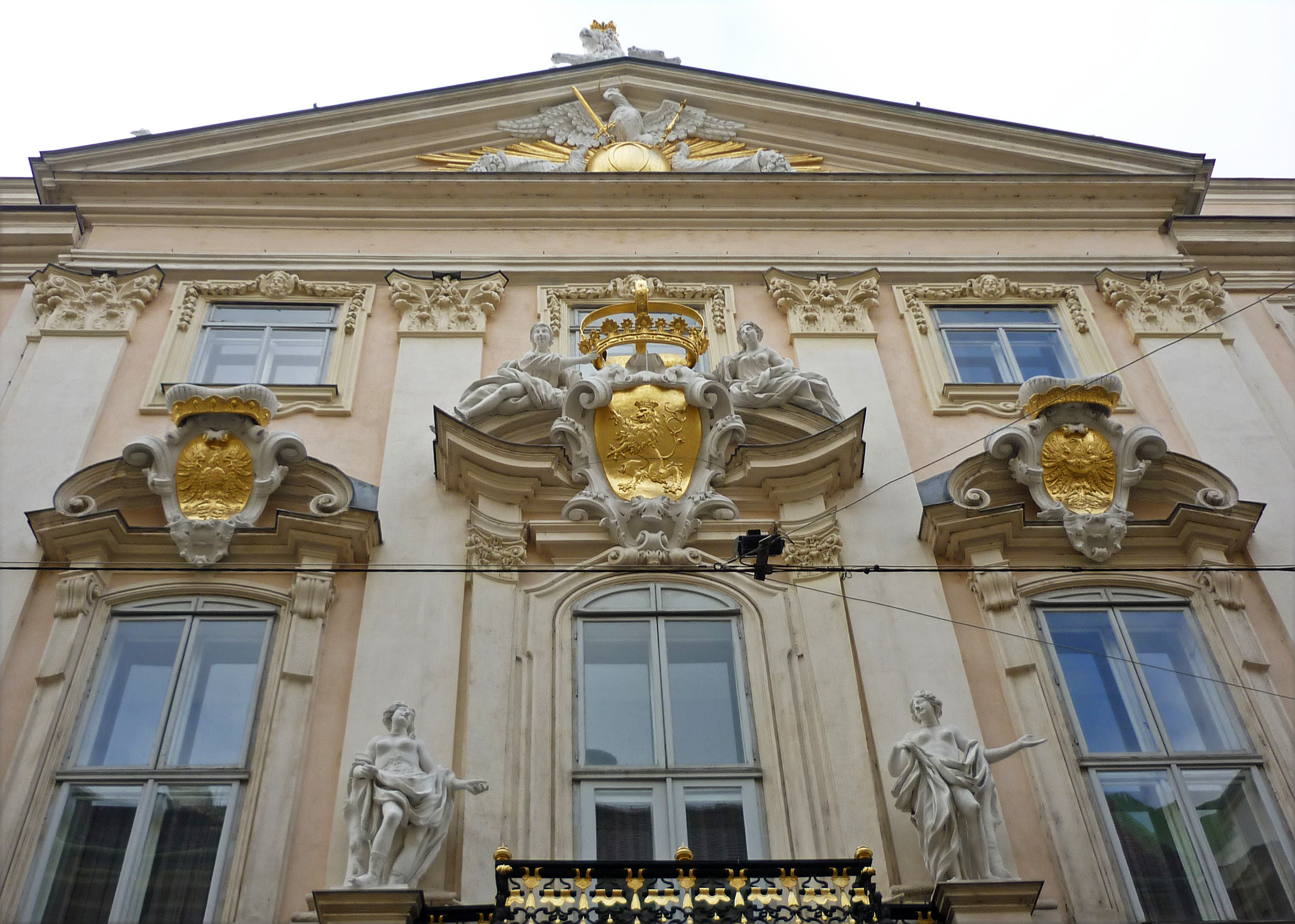
A cseh királyi címer az udvari kancellária egykori palotájának főhomlokzatán (Bécs, Wipplingerstraße)

### A Habsburg királyi kancellária
Habsburg Ferdinánd osztrák főherceg, 1522 óta az Osztrák Főhercegség uralkodója 1526-ban megszerezte a Cseh Királyság (majd Magyarország) koronáját is. Tartományainak igazgatására központosított hivatalokat hozott létre nagyapjának, Miksa császárnak régi főhercegi titkársága helyett. Ausztriai örökös tartományait egyetlen közös osztrák udvari kancellária illetékességi körébe kívánta rendelni.
A Cseh Királyság rendjei azt kívánták, hogy a cseh korona országait és tartományait (Csehországot, Morvaországot, Sziléziát, valamint Alsó- és Felső-Lausitzot) egy, az osztráktól elkülönített önálló kancellária igazgassa. Az önálló cseh kancellária létét a cseh rendi érdekérvényesítés fontos feltételének tekintették. 1527-ben Ferdinánd király rendeletére megalakult a cseh udvari kancellária, mely továbbra is a prágai várban, a középkori cseh királyok palotájának szárnyában, a régi kancellária helyiségeiben működött tovább. Hasonló folyamat zajlott le a Magyar Királyság (Ferdinándot támogató) rendjeivel való egyezkedések során. Ferdinánd létrehozta a magyar udvari kancelláriát is, ennek székhelyét azonban (a magyar belháború és a török veszély miatt) nem Budán, hanem Bécsben jelölte ki.
A cseh udvari kancellária egyedül Csehország uralkodójának volt alárendelve. A cseh korona országaira és tartományaira kiterjedő illetékességgel rendelkezett, ezen országrészek kormányzásával összefüggő uralkodói rendelkezések végrehajtásával, igazgatási és bíráskodási ügyeivel foglalkozott.
A prágai várban zajlott le 1618-ban a prágai defenesztráció, melynek során a kancellária két, Habsburgokhoz hű tisztviselőjét kidobták a vár ablakából. Az esemény a cseh rendek felkelésébe torkollott. A Habsburgok 1620-as fehérhegyi győzelme után II. Ferdinánd császár megszüntette a Cseh Királyság addigi alkotmányos különállását és a cseh korona országait besorolta a Habsburg örökös tartományok sorába. A cseh királyi kancelláriát Prágából Bécsbe költöztették.

### A bécsi cseh udvari kancellária
A cseh udvari kancellária egyetlen kézben összpontosította a cseh korona tartományainak közigazgatási és az igazságszolgáltató hatásköreit. Feladatait többször jelentősen bővítették. II. Károlynak az udvari kancelláriát szabályozó 1719-es királyi rendeletében (Hofkanzleiordnung) a kancelláriai hatóságot felruházta „a királyi és fejedelmi legfelső bíróság” és „a végső és legmagasabb uralkodói folyamodási instancia” státusával.
A felvilágosult abszolutizmus idején a cseh udvari kancellária főtisztviselői kara, élén Friedrich von Harrach-Rohrau gróffal, az utolsó cseh főkancellárral (Oberstkanzler) – a cseh rendek partikuláris érdekeit és a Habsburg Birodalmon belüli különleges jogállását képviselték. Élesen szembeszálltak az uralkodói hatalom központosító törekvésével, melyet elsősorban a reformista Friedrich Wilhelm von Haugwitz gróf, Mária Terézia főhercegnőnek, Cseh- és Magyarország királynőjének főtanácsadója és minisztere képviselt. Az udvari kancellária elkeseredett politikai küzdelem színterévé vált.
A központosító akarat felülkerekedésével Haugwitz 1749-ben elérte, a cseh (és az osztrák) udvari kancelláriák hatásköreinek nagy részét a Haugwitz vezetése alatt álló új birodalmi központi hatóságokra ruházták át, az államigazgatási feladatokat ellátó Directorium in publicis et cameralibusra és az jogszolgáltatási feladatokat ellátó Legfelső Udvari Bírósági Hivatalra (Oberste Justizstelle). 1753-tól Haugwitz gróf vette át az osztrák és a cseh udvari kamara vezetését is. 1761-ben az osztrák és a cseh kamarákat egyesítették egyetlen császári-királyi cseh-osztrák udvari kancelláriává (k.k. vereinigte böhmisch-österreichische Hofkanzlei). Ez gyakorlatilag már a két országrész közös belügyminisztériumaként működött. A hétéves háború után a „Directorium”-ot megszüntették, Haugwitz gróf az újonnan szervezett államtanácsban (Staatsrat) kapott helyet, mint a belső ügyek államminisztere (mai szóval belügyminiszter).
II. József császár uralkodása alatt, 1782-ben a cseh-osztrák udvari kancelláriát az újonnan szervezett „egyesített udvari hivatalba” (vereinigte Hofstelle) vonták össze, de ezt II. Lipót császár 1791-ben megszüntette. Ferenc császár uralkodása alatt, 1797-ben a cseh-osztrák udvari kancelláriát ismét két önálló hatóságra választották szét, majd egy 1802-es átszervezés nyomán „egyesített udvari kancellária” (vereinigte Hofkanzlei) név alatt ismét egyetlen hatóságként működtek az 1848–49-es forradalmakig. Az 1849-et követő neoabszolutista birodalmi közigazgatási átalakítás keretében az udvari kancelláriákat megszüntették, illetékességi köreit az újonnan alakított császári-királyi Belügyminisztérium (k.k. Innenministerium) vette át.

## A cseh kancellária bécsi palotája
A cseh udvari kancellária egykori palotája Bécs 1. kerületében található. Négy közterület fogja körbe, a Judenplatz (tér), valamint három utca, a Jordangasse, a Fütterergasse és a Wipplingerstraße. 2012 óta a Osztrák Legfelső Közigazgatási Bíróság (Verwaltungsgerichtshof) székháza. Bejáratainak házszámai: Judenplatz 11, Jordangasse 2, Fütterergasse 2 és Wipplingerstraße 7. Fő homlokzata a Wippplingerstraßéra néz. A második világháborút követő átépítések és városrendezések nyomán mai bejáratai a Judenplatzról nyílnak.
A mainál sokkal kisebb eredeti palotát a spanyol örökösödési háború idején, 1709–1714 között építették, Johann Bernhard Fischer von Erlach műépítész tervei alapján, a Wipplingerstraßén. Fischer Bécsben utoljára tíz évvel korábban a renngassei Batthyány-Schönborn palota megépítésére kapott megbízást, amelyet későbarokk stílusban alkotott meg. Egy évtizeden át Itáiában és Angliában tartózkodott, részben ennek hatására a cseh udvari kancellária tervezésekor visszanyúlt az érett barokk és az antik épületek formajegyeihez. A palladianizmus szellemében az épület homlokzatát hármas tagolásban készítette el, a tiszta formákat gazdag barokk homlokzatdíszekkel színesítette. A főbejáratot a Cseh Királyság címerállata, a koronás oroszlán díszíti, a reprezentációs szint (bel étage) párkányait a cseh korona tartományainak címerei szegélyezik.
A kőművesmunkákkal két császárkőbányai mestert, Giovanni Battista Passerinit és Johann Georg Hareslebent bízták meg. Az itt bányászott kemény, kopásálló lajtamészkőből („császárkőből”) készültek a padozatok és az Oroszlános lépcsőház (Löwen-Stiege).
Az 1749-es államigazgatási reform nyomán az ausztriai tartományok ügyeiért felelős osztrák udvari kancelláriát is beköltöztették a Fischer által tervezett palotába, amely így már szűknek bizonyult. Bővítést határoztak el, a Judenplatz irányában szomszédos parcellákat és házsorokat vásároltak fel. Matthias Gerl műépítész 1751–1754 között nyugati irányban kétszeresére bővítette a palotát, új rizalitokkal megőrizve a fő homlokzat szimmetriáját. A Judenplatzba mélyen benyúló új szárnyat is rizalitokkal tette hangsúlyossá. A puttó-szobrokról elnevezett új díszlépcsőházat (Putten-Stiege) a császárkőbányai Johann Michael Strickner építőmester szállította.
A 19. század folyamán több átalakítást végeztek. A „boldog békeidőkben” az utolsó nagy belső átépítést 1895–96-ban Emil von Förster műépítész végezte el. 1945-ben a palotát bombatalálat érte, és súlyosan megsérült. Az újjáépítést Erich Boltenstern műépítész vezette, aki a Wipplingerstraße felé új gyalogos átjárót (passzázst) nyitott, a hivatalok bejárati kapuit pedig áthelyezte a Wipplingerstraßéról a Judenplatz és a Jordangasse oldalára.
1936–1946 között a palota a Szövetségi Legfelső Bíróságnak (Bundesgerichtshof) adott otthont. 1946–2012 között az épületben az osztrák Alkotmánybíróság (Verfassungsgerichtshof, VFGH) „lakott”, amely 2012-ben a Bank Austria egykori székházába (a Renngasse, Freyung, Tiefer Graben által határolt épületkomplexumba) költözött. A cseh udvari kancellária egykori palotája 2012 óta az osztrák Közigazgatási Bíróság (Verwaltungsgerichtshof, VwGH) székháza.